# Unione delle suore domenicane di San Tommaso d'Aquino

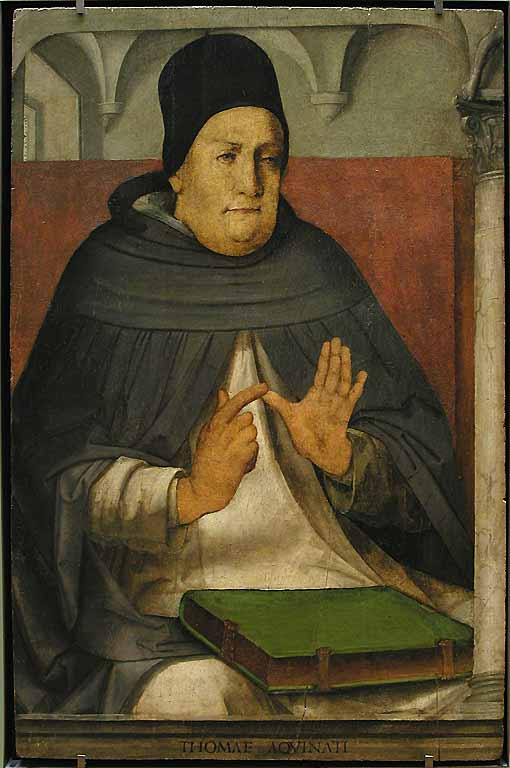
Tommaso d'Aquino in un dipinto di Giusto di Gand

L'Unione delle Suore Domenicane di San Tommaso d'Aquino è un istituto religioso femminile di diritto pontificio.

## Storia
L'istituto venne costituito dalla congregazione per i Religiosi con decreto del 1º giugno 1967 mediante la fusione di quattro congregazioni di suore domenicane: quelle del Santo Rosario di Mondovì (fondate nel 1844 da Giovanni Tommaso Ghilardi) e di Trino (fondate nel 1834, sempre da Ghilardi), le Sapelline (fondate nel 1804 da Bernardo Sapelli) e quelle della congregazione toscana.
L'Unione è aggregata all'Ordine dei Frati Predicatori dal 26 ottobre 1970; le sue costituzioni sono state approvate dalla Santa Sede nel 1988.

## Attività e diffusione
Le suore dell'unione si dedicano principalmente all'istruzione e all'educazione cristiana dell'infanzia e della gioventù.
La sede generalizia è a Torino.
Al 31 dicembre 2008 la congregazione contava 210 religiose in 33 case.